# Salem (Ohio)
Salem és una població dels Estats Units a l'estat d'Ohio. Segons el cens del 2000 tenia 12.197 habitants.

## Demografia
Segons el cens del 2000, Salem tenia 12.197 habitants, 5.146 habitatges, i 3.247 famílies. La densitat de població era de 860,9 habitants/km².
Dels 5.146 habitatges en un 28,1% hi vivien nens de menys de 18 anys, en un 48,7% hi vivien parelles casades, en un 10,6% dones solteres, i en un 36,9% no eren unitats familiars. En el 32,8% dels habitatges hi vivien persones soles el 17,1% de les quals corresponia a persones de 65 anys o més que vivien soles. El nombre mitjà de persones vivint en cada habitatge era de 2,31 i el nombre mitjà de persones que vivien en cada família era de 2,92.
Per edats la població es repartia de la següent manera: un 22,8% tenia menys de 18 anys, un 8,1% entre 18 i 24, un 27,4% entre 25 i 44, un 21,6% de 45 a 60 i un 20,1% 65 anys o més.
L'edat mediana era de 40 anys. Per cada 100 dones de 18 o més anys hi havia 81 homes.
La renda mediana per habitatge era de 30.006 $ i la renda mediana per família de 40.191 $. Els homes tenien una renda mediana de 31.630 $ mentre que les dones 19.471 $. La renda per capita de la població era de 16.579 $. Aproximadament el 9,8% de les famílies i l'11,7% de la població estaven per davall del llindar de pobresa.

## Poblacions més properes
El següent diagrama mostra les poblacions més properes.